# Emily Regan
Emily Regan (ur. 10 czerwca 1988) – amerykańska wioślarka. Złota medalistka olimpijska z Rio de Janeiro.
Zawody w 2016 były jej pierwszymi igrzyskami olimpijskimi. Medal zdobyła w ósemce. Wywalczyła złoto mistrzostw świata w ósemce w 2013, 2015 i 2018 oraz w czwóce bez sternika w 2011. W czwórce bez sternika była druga w 2014, w ósemce trzecia w 2019. 